# Borisz Nikolov
Borisz Georgiev Nikolov, bolgárul: Борис Георгиев Николов (Dobrics, 1929. március 10. – Szófia, 2017. január 29.) olimpiai bronzérmes bolgár ökölvívó.

## Pályafutása
Az 1952-es helsinki olimpián középsúlyban bronzérmet szerzett. Az elődöntőben a román Vasile Tiţătól szenvedett 3–0-s vereséget. Az 1956-os melbourne-i olimpián a negyeddöntőben kiesett. A lengyel Zbigniew Pietrzykowski búcsúztatta döntő fölénnyel.

### Olimpiai mérkőzései
1952, Helsinki – középsúly
- győzelem Alfred Stuermer (Luxemburg) 3–0
- győzelem Terence Gooding (Nagy-Britannia) 2–1
- győzelem Dieter Wemhöner (Németország) 3–0
- vereség Vasile Tiţă (Románia) 0–3

1956, Melbourne – középsúly
- győzelem Muhammad Safdar (Pakisztán)
- vereség Zbigniew Pietrzykowski (Lengyelország)

## Sikerei, díjai
- Olimpiai játékok
  - bronzérmes: 1952, Helsinki